# Zarrinshahr
Zarrinshahr ou Zarrin Shahr, também conhecida como Riz-e Lenjan, é uma cidade na província de Isfahan, Irã. Ele está localizado no sudoeste de Esfahan, com a qual forma uma região metropolitana, e é a capital do Lenjan County.

## Nome
Até a década de 1970 era conhecida como Zarrinshahr Riz-e Lenjan (ou simplesmente Riz para os locais). O nome mudou para Zarrinshahr como um resultado do que parece ser uma decisão meramente burocrática. Não se sabe em que medida, se foi o caso, a população local foi consultada sobre esta matéria. Não influência em nada o significado do nome da cidade de qualquer maneira, uma vez que riz significa pequeno em persa, e tendo a cidade se expandido para além de uma vila as autoridades podem ter concluído que "riz" não fazia mais sentido.

## Geografia e Clima
Zarrinshahr está localizado na planície verdejante do Rio Zayandeh, não muito longe da cordilheira de Zagros. O clima é temperado, as quatro estações do ano ocorrem regularmente e são claramente diferenciadas. Ela experimenta um excesso de neve no inverno, mas não muita chuva. O verão é quente e as temperaturas podem atingir 36°C em alguns dias.O Verão no entanto é bastante agradável devido à falta de umidade e temperaturas baixas durante a noite. Os locais vão muitas vezes à beira do rio durante a noite para o jantar ou para o chá após o jantar.

## População
Zarrin Shahr tem uma população de cerca de 55 mil habitantes. O expatriado Zohreh Bayatrizi descreve a cidade como multi-cultural. Os dois principais grupos são Fars (Pars) (que falam persa e vivem na área pelo menos desde o século XII d.C.), e os turcos, que foram forçados a se fixar em Riz no século XVII pelos governantes safávidas.
Nos últimos trinta anos pessoas de todas as partes do Irã se mudam para Zarrinshahr para trabalhar nas fábricas próximas da usina Zobe ahan. O maior grupo étnico de imigrantes são os Bakhtiaris, da província vizinha de Chahar Va Mahal Bakhtiari. O segundo maior grupo veio do sul da província de Khusestan após o início da Guerra Irã-Iraque em 1980. A maior parte destes foram colocados em campos fora da cidade e a maioria retornou para casa após o cessar-fogo.

## Lazer e educação
Zarrinshahr tem luta greco-romana e suas equipes de artes marciais são competitivas a nível nacional. Em 1991 Zohreh Bayatrizi — de Zarrinshahr — classificada como número um nos exames de admissão da universidade nacional (o temido Concours), competindo contra duzentos mil outros diplomados do ensino médio de todo o país.
Ela foi a primeira mulher de uma cidade do interior a obter esta distinção. Zohreh obeteve um doutorado em Sociologia. Poucos anos depois, Maryam-verdiana, outra estudante do ensino médio, foi o numero um nas Olimpíada de Matemática do país e, em seguida, acabou como o número dois na Olimpíada Internacional de Matemática. Ambos, Zohreh e Maryam, agora vivem no Canadá.